# The Beach Boys

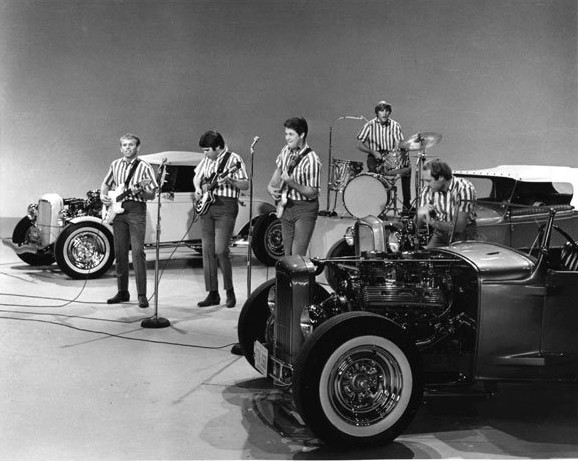
The Beach Boys (1964)

The Beach Boys («Пляжні хлопці» «Біч Бойз») — американський поп-рок-гурт, заснований у 1961 році Браяном, Карлом і Деннісом Вілсонами, Майком Лавом і Алом Джардіном. Популярність ансамблю спочатку принесли їхні ранні пісні в стилі серф, присвячені культурі молоді Південної Каліфорнії (пляжі, серфінг, автомобілі). Змінивши звучання у середині 60-х, вони одними з перших випустили в 1966 році концептуальний альбом — Pet Sounds, з піснями у жанрі бароко-поп — який, на думку багатьох фахівців, став переломним у контексті розвитку поп- і рок-музики 1960-х рр. Саме The Beach Boys, вплинули на становлення таких ключових виконавців поп-року 1970-х як Елтон Джон і Fleetwood Mac.
1988 гурт був прийнятий у Залу слави рок-н-ролу. У списку 100 найкращих артистів усіх часів, складеному журналом Rolling Stone у 2004 р., гурт посів 12-е місце.

## Історія
Гурт засновано трьома братами Вілсонами (Браян — бас-гітара, клавішні, вокал; Карл — гітара, вокал; Денніс — ударні, вокал), їхнім двоюрідним братом Майком Лавом (вокал) і шкільним другом Аланом Джардіном (гітара, вокал) в 1961 році в невеликому місті Готорн, віддаленому передмісті Лос-Анджелеса. Великий вплив на гурт мав рок-н-рол 50-х рр. і вокальні ансамблі на кшталт The Four Freshmen, чия техніка багатоголосся стала основою звучання ансамблю.
Спочатку учасники гурту виступали за назвою The Pendletones. Тематикою перших пісень гурту були історії про любов, серфінг, море й пляжі (вплив Денніса Вілсона, котрий був єдиним членом гурту, що займався серфінгом) — тому назву ансамблю незабаром було змінено на The Beach Boys, «Пляжні хлопці». Керував ансамблем батько Вілсонів — Меррі, джазовий музикант, завдяки зв'язкам якого The Beach Boys незабаром підписали контракт зі студією звукозапису.
Перша платівка The Beach Boys — сингл «Surfin'» — вийшла в листопаді 1961 року, однак як і випущений у наступному році перший альбом гурту Surfin' Safari, практично не мала успіху.
Ситуація змінилася з виходом синглу «Surfin' USA» навесні 1963 року, що став найбільш продаваним релізом року в США (мелодію пісні було запозичено з рок-н-рольного хіта Чака Беррі «Sweet Little Sixteen» 1958 року). Однойменний альбом, хоч і не мав багатьох хітів, був помітно кращим за дебютний. Популярність нового гурту вийшла за межі кола серфінгістів і досягла загальнонаціонального рівня. Наступний альбом Surfer Girl продемонстрував зрослу композиторську й виконавчу майстерність членів ансамблю.
Слідом пішли сингл за синглом, що потрапили у першу десятку хіт-параду — романтична балада «Surfer Girl» (1963), підліткові хіти «Be True To Your School» (1963), «Fun, Fun, Fun» (1964), а пісня «І Get Around» (1964) — з цікавою багатоголосною аранжировкою — досягла першого місця. Продюсером ранніх записів був Меррі Вілсон, однак через конфлікт з синами був звільнений, і контроль над звучанням гурту перейшов до Браяна Вілсона, що став сміливо експериментувати зі структурою, змістом текстів пісень і інструментами. Завдяки йому мелодійні композиції The Beach Boys про серфінг, спортивні автомобілі, дівчат й море, стали «візитною карткою» ансамблю й класикою американської поп-музики. Попри те, що лідером гурту фактично був Браян, багато композицій писалося ним у співробітництві з Майком Лавом, але тільки в 1990-х рр. Лав відсудив у Вілсона права на авторство значної кількості ранніх пісень. Деякі тексти пісень, присвячені автомобільній тематиці — «Little Deuce Coupe», «Don't Worry Baby», «Little Honda» — було написано Реєм Кристіаном, піснярем і автогонщиком.
З появою The Beatles, які довели, що можна створювати якісні альбоми з унікальними самодостатніми піснями, The Beach Boys стали поступово міняти стилістику композиції своїх альбомів, які зазвичай були набором хіт-синглів, розведеним ліричними підлітковими баладами, інструменталами й чужими рок-н-ролами. Браян Вілсон, страждаючи від утоми й боязні виступів перед аудиторією, вирішив зосередитися на роботі в студії та з 1964 року перестав виступати на сцені із гуртом. На гастролях його заміняли запрошені музиканти — Глен Кемпбелл (надалі відомий кантрі-музикант) і Брюс Джонстон, що незабаром став постійним членом ансамблю. Присвячені культурі каліфорнійської молоді, хіти виходили далі один за одним: «Do You Wanna Dance?», «Help Me, Rhonda», «Barbara Ann». У 1964 гурт видав чотири альбоми за рік (включно з концертним і «різдвяним»), а в 1965 — три. У 1986, році гурт випустив кавер на композицію California Dreamin' (пісня) гурту The Mamas & the Papas
На платівках The Beach Boys Today! i Summer Days (and Summer Nights!!) особливо виявилися експериментування Вілсона зі стилями й інструментами. Наприклад, нова композиція «California Girls» містила незвичайний вступ з духовими інструментами.
Наприкінці 1965 року вийшов альбом, затитулований Beach Boys' Party!, записаний у студії в режимі реального часу; платівка була сумішшю давніх і поточних хітів, як своїх, так і чужих (серед них три пісні The Beatles, хіт Боба Ділана) і стала, як виявилося пізніше, прощанням гурту з їхнім колишнім стилем.

## Дискографія
- 1962 Surfin' Safari
- 1963 Surfin' U.S.A.
- 1963 Surfer Girl
- 1963 Little Deuce Coupe
- 1963 Shut Down
- 1964 All Summer Long
- 1964 Beach Boys Concert (концертний)
- 1964 Shut Down, Vol. 2
- 1964 The Beach Boys' Christmas Album [Capitol]
- 1964 The Beach Boys Christmas Special
- 1965 The Beach Boys Today!
- 1965 Summer Days (And Summer Nights!!)
- 1965 The Beach Boys' Party!
- 1966 Pet Sounds
- 1967 Smile (записаний, але невиданий альбом)
- 1967 Smiley Smile
- 1967 Wild Honey
- 1968 Friends
- 1968 Stack-O-Tracks
- 1969 20/20
- 1970 Live in London
- 1970 Sunflower
- 1971 Surf's Up
- 1972 Carl and the Passions-So Tough
- 1973 Holland
- 1973 The Beach Boys in Concert (концертний)
- 1976 15 Big Ones
- 1976 Beach Boys '69 (Beach Boys Live in London)
- 1977 Love You
- 1978 M.I.U. Album
- 1979 L.A. (Light Album)
- 1980 Keepin' the Summer Alive
- 1985 The Beach Boys
- 1989 Still Cruisin'
- 1992 Summer in Paradise
- 1996 Stars & Stripes, Vol. 1
- 2002 Christmas Album
- 2002 Good Timin: Live at Knebworth, England 1980 (концертний)